# Lophoceramica eriopygoides
Lophoceramica eriopygoides là một loài bướm đêm trong họ Noctuidae.